# I am at home
I am at home is een artistiek kunstwerk in Amsterdam-West.
De Letse kunstenares Asnate Bočkis maakte het kunstwerk voor Homo urbanus – Homo sapiens. Deze beeldententoonstelling vloeide deels voort uit het samenwerkingsverband dat Amsterdam had/heeft met de Letse hoofdstad Riga. Riga kwam ter viering van die vriendschapsband, het negentigjarig bestaan van onafhankelijk Letland met het voorstel in het Amsterdamse Westerpark een beeldenexpositie te houden. De expositie liep van 29 mei tot 15 september 2008. Er werden negen kunstwerken getoond, waarbij I am at home vrijwel direct werd aangekocht door de Westergasfabriek. Het kunstwerk meet 450x350x100 cm.
I am at home verwijst naar het centrale thema van de expositie, leven in de (grote) stad. Bočkis is van mening dat het urbane leven ontwrichtend kan werken. Ze ontwierp daarop een op het oog groot dekbed waaronder de stedeling even kan schuilen voor al het gevaar en zich kan wanen in een stiltegebied. De jeugd gebruikt het echter als speeltoestel. Het beeld ligt langs de wandelroute door het park nabij brug 2355.
Bočkis had gestudeerd aan de kunstacademie van Letland en volgde vanaf 2009 een vervolgstudie aan de Design Academy Eindhoven.